# Жак Беккер
Жак Бекке́р (фр. Jacques Becker, повне ім'я — Жак Лу́ї Тома́ Бекке́р (фр. Jacques Louis Thomas Becker); нар. 15 вересня 1906, Париж, Франція — пом. 21 лютого 1960, Париж, Франція) — французький кінорежисер і сценарист.

## Біографія
Жак Луї Тома Беккер народився 15 вересня 1906 року в Парижі. Його предки жили в Ельзасі, Шотландії і Парижі. Після закінчення школи Бреге Беккер обіймає різні посади у фірмі, що виготовляє акумулятори, потім в Трансатлантичній компанії, де йому було доручено нагляд за багажем на лайнерах лінії Гавр — Нью-Йорк.
З 1932 року Жак Беккер, починаючи зі стрічки «Будю, врятований з води», протягом восьми років працював асистентом Жана Ренуара. Перед війною поставив як режисер дві короткометражні стрічки. У 1939 році Беккер приступає до роботи над повнометражним фільмом «Золото Крістобаля», яку, проте, доводиться призупинити через відсутність коштів.
Під час війни Жак Беккер був мобілізований на фронт, потрапив у полоні та провів кілька місяців у таборі в Померанії. Повернувшись додому, в 1942 поставив динамічний, в американських традиціях, поліцейський фільм «Останній козир».
За своєї короткої кінематографічної кар'єри Жак Беккер поставив 17 фільмів, більшість яких за власними сценаріями. Його фільми неодноразово брали участь в конкурсних програмах Каннського, Берлінського та Венеційського кінофестивалів. Останній фільм Беккера, «Діра» (1960), екранізацію однойменного роману Хосе Джованні, заснованого на реальних подіях, яку режисер не зміг звершити через смерть, закінчував його син — кінорежисер Жан Беккер.
Жак Беккер помер у віці п'ятдесяти трьох років 21 лютого 1961 року і був похований на кладовищі Монпарнас у Парижі.

## Особисте життя
Жак Беккер був одружений з акторкою Франсуазою Фабіан. Його син, Жан Беккер, також став кінорежисером.

## Фільмографія
Режисер і сценарист
| Рік  |     | Назва українською         | Оригінальна назва                                         | Режисер | Сценарист |
| ---- | --- | ------------------------- | --------------------------------------------------------- | ------- | --------- |
| 1935 | к/м | Комісар — гарний хлопець  | Le commissaire est bon enfant, le gendarme est sans pitié | Так     | Так       |
| 1935 |     | Офірний цап               | Tête de turc                                              | Так     |           |
| 1936 |     | Життя належить нам        | La vie est à nous                                         | Так     | Так       |
| 1939 |     | Золото Крістобаля         | L'or du Cristobal                                         | Так     |           |
| 1942 |     | Останній козир            | Dernier atout                                             | Так     |           |
| 1943 |     | Гупі — Червоні руки       | Goupi mains rouges                                        | Так     | Так       |
| 1945 |     | Дамські ганчірки          | Falbalas                                                  | Так     | Так       |
| 1947 |     | Антуан і Антуанетта       | Antoine et Antoinette                                     | Так     | Так       |
| 1949 |     | Побачення в липні         | Rendez-vous de juillet                                    | Так     | Так       |
| 1951 |     | Едуар і Кароліна          | Édouard et Caroline                                       | Так     | Так       |
| 1952 |     | Золота каска              | Casque d'or                                               | Так     | Так       |
| 1953 |     | Вулиця Естрапад           | Rue de l'Estrapade                                        | Так     | Так       |
| 1954 |     | Не чіпай здобич           | Touchez pas au grisbi                                     | Так     | Так       |
| 1954 |     | Али Баба і 40 розбійників | Ali Baba et les 40 voleurs                                | Так     | Так       |
| 1957 |     | Пригоди Арсена Люпена     | Les aventures d'Arsène Lupin                              | Так     | Так       |
| 1958 |     | Монпарнас-19              | Les amants de Montparnasse                                | Так     | Так       |
| 1960 |     | Діра                      | Le trou                                                   | Так     | Так       |

Актор
- 1929 : Діра / Le bled — працівник ферми
- 1933 : Шотар і компанія / Chotard et Cie
- 1935 : Комісар — гарний хлопець / Le commissaire est bon enfant, le gendarme est sans pitié — Un Saint-Cyrien
- 1957 : Пригоди Арсена Люпена / Les aventures d'Arsène Lupin — кронпринц

## Визнання
| Нагороди та номінації Жака Беккера                | Нагороди та номінації Жака Беккера                     | Нагороди та номінації Жака Беккера | Нагороди та номінації Жака Беккера |
| Рік                                               | Категорія                                              | Фільм                              | Результат                          |
| ------------------------------------------------- | ------------------------------------------------------ | ---------------------------------- | ---------------------------------- |
| Каннський кінофестиваль                           |                                                        |                                    |                                    |
| 1947                                              | Приз за найкращий психологічний та любовний фільм      | Антуан і Антуанетта                | Перемога                           |
| 1949                                              | Гран-прі фестивалю                                     | Побачення в липні                  | Номінація                          |
| 1951                                              | Гран-прі фестивалю                                     | Едуар і Кароліна                   | Номінація                          |
| 1960                                              | Золота пальмова гілка                                  | Діра                               | Номінація                          |
| Приз Луї Деллюка                                  |                                                        |                                    |                                    |
| 1949                                              | Найкращий фільм                                        | Побачення в липні                  | Перемога                           |
| Синдикат французьких кінокритиків                 |                                                        |                                    |                                    |
| 1951                                              | Найкращий фільм                                        | Побачення в липні                  | Перемога                           |
| 1961                                              | Найкращий фільм                                        | Діра                               | Перемога                           |
| Венеційський кінофестиваль                        |                                                        |                                    |                                    |
| 1954                                              | Золотий лев                                            | Не чіпай здобич                    | Номінація                          |
| Італійський національний синдикат кіножурналістів |                                                        |                                    |                                    |
| 1956                                              | Срібна стрічка найкращому режисерові іноземного фільму | Золота каска                       | Перемога                           |
| Берлінський міжнародний кінофестиваль             |                                                        |                                    |                                    |
| 1957                                              | Золотий ведмідь                                        | Пригоди Арсена Люпена              | Номінація                          |
| Премія Юссі                                       |                                                        |                                    |                                    |
| 1962                                              | Диплом за заслуги — Найкращий режисер                  | Діра                               | Перемога                           |